# Manoir de Mouillemuse
Le manoir de Mouillemuse est un édifice de la commune de Noyal-Châtillon-sur-Seiche, dans le département d’Ille-et-Vilaine en région Bretagne.

## Localisation
Il se trouve au centre du département, à mi-chemin entre les bourgs de Noyal-Châtillon-sur-Seiche et de Vern-sur-Seiche.
Il se trouve non loin de la Seiche.

## Historique
Le manoir actuel date du XVIIIe siècle et on retrouve des traces du lieu dès le XVe siècle.
Il est inscrit au titre des monuments historiques depuis le 11 décembre 2015,,.

## Architecture

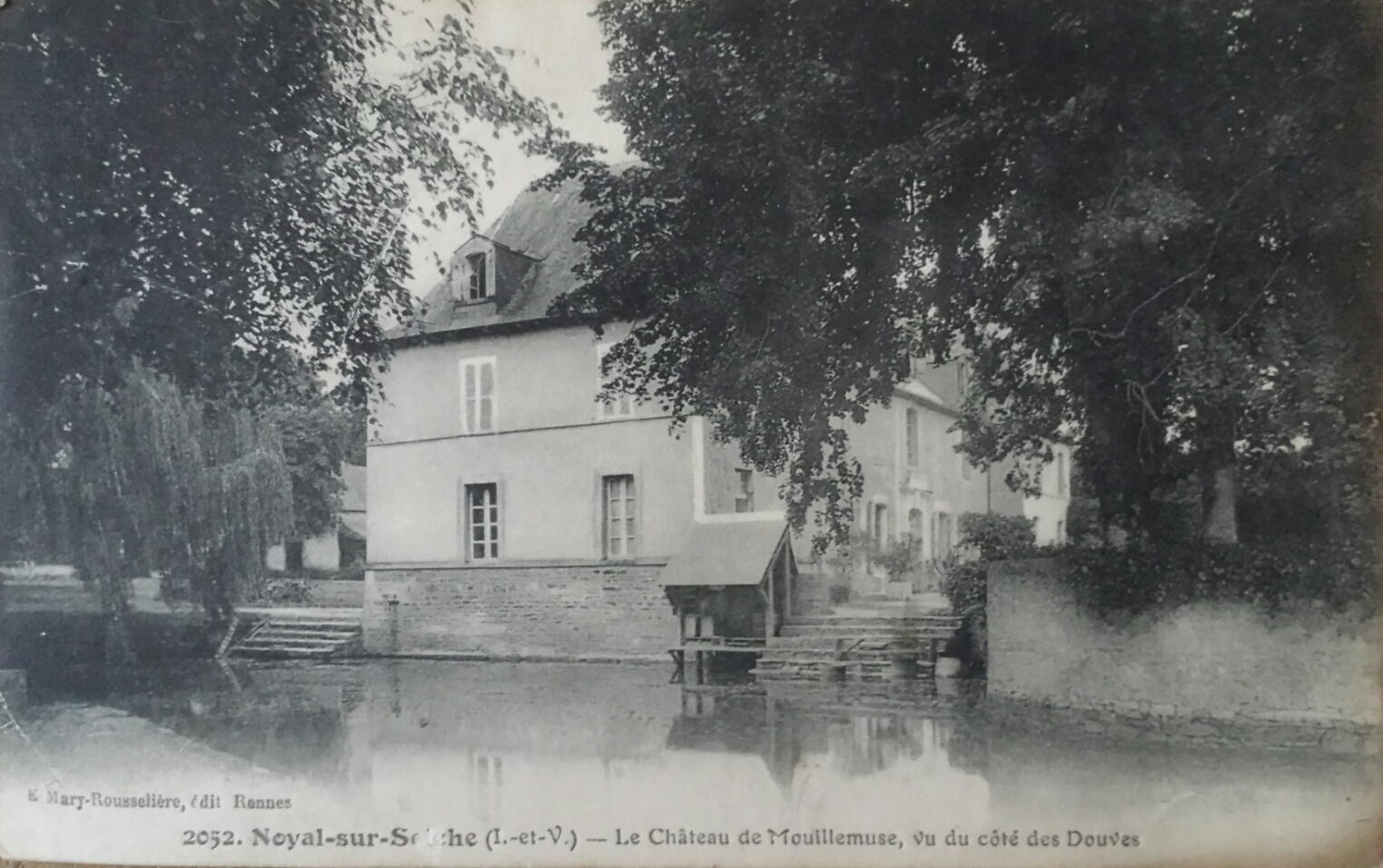
Le château, vu du côté des douves.

En plus du logis central, le domaine comprend un parc, des douves, des communs, des fermes et une orangerie.